# QR Andromedae
QR Andromedae är en dubbelstjärna belägen i den södra delen av stjärnbilden Andromeda. Den har en högsta skenbar magnitud av ca 12,16 och kräver ett kraftfullt teleskop för att kunna observeras. Baserat på parallax enligt Gaia Data Release 3 på ca 0,276 mas beräknas den befinna sig på ett avstånd av ca 12 000 ljusår (ca 3 500 parsec) från solen. Stjärnans skenbara magnitud varierar vid förmörkelser mellan 12,16 och 13,07 och den klassificeras som en Algolvariabel.

## Spektrum
Det är numera allmänt accepterat att källor till supermjuk röntgenstrålning är vita dvärgar som har kärnfusion på dess yta, upprätthållen av en hög ackretionshastighet av materia som kommer från en följeslagare. QR Andromedae är den närmaste och ljusaste av dessa källor och den har en omloppsperiod på 15,85 timmar. Följeslagaren har en massa mellan 0,3 och 0,5 solmassa och borde vara en rest av en mer massiv, utvecklad stjärna, som fyller sin Roche-lob.

## Observation

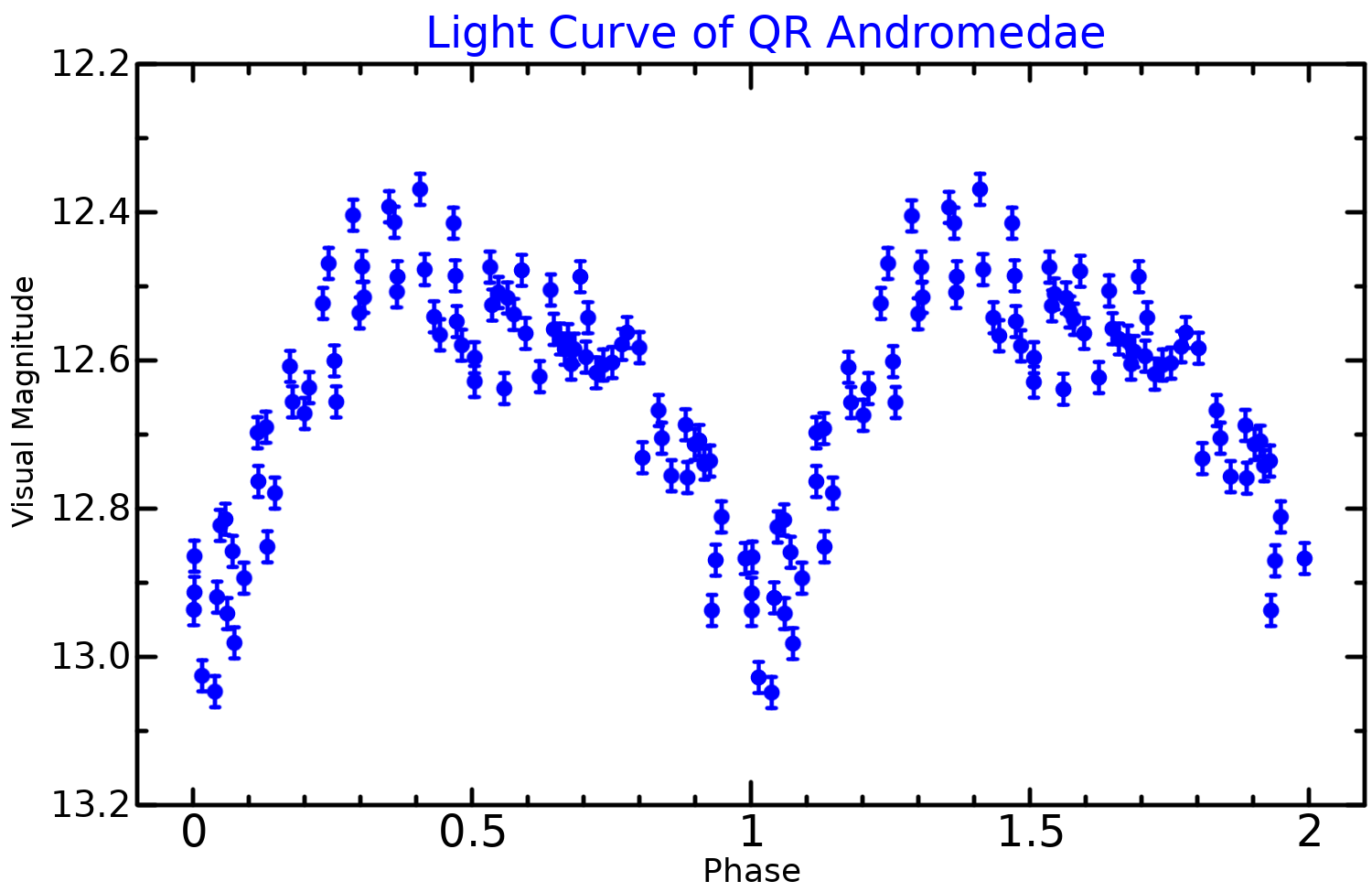
Ljuskurvan i visuella bandet för QR Andromedae, anpassad från Matsumoto (1996). Fasen är med avseende på den 15,85 timmar långa omloppstiden.

Fotografiska plåtar från Harvard College och Sonneberg-observatorierna har dokumenterat QR Andromedaes ljusstyrkehistoria sedan slutet av 1800-talet. Jochen Greiner och Wolfgang Wenzel konstruerade en 100-årig ljuskurva för stjärnan. De fann att ljuskurvan uppvisade ljusstyrkeförändringar på upp till en magnitud, över en mängd olika tidsskalor. De föreslog att detta var resultatet av instabila massöverföringar till den vita dvärgen, vilket utlöste sporadisk vätefusion.
Förmörkelser i ljuskurvan för QR Andromedae är inte symmetriska: inträdet är mer gradvis än utträdet. Det sekundära minimumet varierar i förekommande fas och djup, vilket innebär att ockultationen av  följeslagaren sker bakom en variabel del av skivan. Vid förmörkelserna kan ljusflimmer tydligt ses, och i vissa observationer uppstår en periodicitet.